# Joachim Legrand
Joachim Legrand (* 6. Februar 1653 in Saint-Lô, Département Manche; † 1. Mai 1733 in Paris) war ein französischer Historiker, Diplomat und Theologe. Er verfasste eine umfangreiche, ungedruckt gebliebene Biographie Ludwigs XI.

## Leben

### Frühes Leben; literarischer Streit mit Gilbert Burnet
Joachim Legrand war ein Sohn von Gilles Legrand und Marie Violet. Nach dem Besuch der Grundschulen ging er nach Caen, um sich unter der Leitung von Pierre Cally, eines angesehenen Lehrers am Collège dieser Stadt, dem Studium der Philosophie zu widmen. Er schloss hier eine enge und lebenslang andauernde Freundschaft mit Pierre-François d’Arerez de la Tour, einem seiner Mitschüler. 1671 trat er nach dessen Beispiel in die Kongregation der französischen Oratorianer ein, deren Generalsuperior später de La Tour wurde. Im Collège dieses Ordens studierte er Theologie, Philologie und Literatur, trat aber, da diese Kongregation durch keine Ordensregeln gebunden war, 1676 wieder aus. Danach begab er sich Paris, um dort als Lehrer zu wirken.
In der französischen Hauptstadt studierte Legrand mit großem Interesse die historischen Wissenschaften. Charles Le Cointe, ebenfalls Priester der Oratorianer und Bibliothekar der Kongregation zu Paris, der damals an seiner Kirchengeschichte Frankreichs arbeitete und ihm die Neigung zur Geschichte eingeflößt hatte, unterrichtete ihn in der Paläographie und im Urkundenwesen. Als Le Cointe Anfang 1681 starb, veröffentlichte Legrand eine Biographie dieses verdienstvollen Gelehrten im Februar 1681 im Journal des Savants, der er im April 1681 eine Lobrede auf den kurz zuvor verstorbenen Michel de Marolles, Abt von Villeloin, in demselben Journal folgen ließ. Danach übernahm Legrand zunächst die Erziehung des jungen Sohns von Jean de Garde d’Agoult, Marquis von Vins, sowie ab Februar 1690 jene von Louis-Armand d’Estrées (1682–1723), dem ältesten Sohn des Herzogs von Estrées.
Als der bekannte englische Kirchenhistoriker Gilbert Burnet, später Bischof von Salisbury, beim Regierungsantritt Jakobs II. (1685) in Ungnade fiel und deshalb nach Paris ausreiste, machte Legrand seine Bekanntschaft. In der Folge geriet Legrand mit diesem gegen den Katholizismus höchst feindlich gesinnten Geschichtsschreiber der englischen Reformation in gelehrten Wortwechsel und trug ihm seine Bedenken über mehrere Punkte der Religion vor. Da aber Burnet aus diesem Meinungsaustausch Vorteil zu ziehen suchte, indem er sich auf die angebliche Zustimmung Legrands zu seinen Ansichten berief, glaubte Legrand nachdrücklichen Widerspruch erheben zu müssen und es entstand zwischen den beiden Gelehrten ein heftiger literarischer Streit. Hierbei trat Legrand zuerst mit seiner Schrift Histoire du divorce de Henri VIII, roi d’Angleterre, et de Catherine d’Aragon, avec la défense de Sanderus. La réfutation des deux premiers livres de l’histoire de la réformation de Burnet, et les preuves (3 Bände, Paris 1688) hervor, die noch fast ein Jahrhundert später eine Auflage erlebte (Ansterdan 1763). Burnet unterwarf diese Schrift in einem gedruckten Brief einer scharfen Kritik. Der Angegriffene antwortete darauf in seinem Avertissement et remarques sur la lettre de Burnet à M. Thévenot, contenant une courte critique de l’histoire du divorce de Henri VIII (Paris 1688) und führte später in den Lettres à Burnet touchant l’histoire des variations [de Bossuet], d’histoire de réformation [de Burnet] et l’histoire du divorce de Henri VIII [de Joachim Legrand] (Paris 1691) seine Gründe weiter aus.

### Diplomatische Karriere
Im Februar 1692 nahm Jean d’Estrées (Cousin von Legrands Schüler Louis-Armand d’Estrées), der zum Botschafter in Portugal ernannt worden war, Legrand als Botschaftssekretär mit. Legrand nutzte seinen von April 1692 bis August 1697 dauernden Aufenthalt in Lissabon, um über die Entdeckungen der Portugiesen und ihren Verkehr mit den Kolonien Untersuchungen anzustellen. Ein Ergebnis dieser Forschungen waren die Übersetzung der vom portugiesischen Hauptmann João de Ribeiro verfassten Geschichte der Insel Ceylon (Histoire d’isle de Ceylan, écrité par le capitaine Jean Ribeyro et présentée au roi de Portugal en 1685, traduite de portugais, augmentée de nombreuses additions, Trévoux und Paris 1701; Amsterdam 1719). In seinen Zusätzen zu dem Werk Ribeiros führte Legrand seine Meinung aus, dass Ceylon mit der von den alten Römern und Griechen als Taprobane bezeichneten Insel identisch sei. Des Weiteren schuf er später aus den in Portugal gesammelten Materialien eine Bearbeitung der Geschichte der zweiten Mission der Jesuiten nach Abessinien von Jerónimo Lobo (Relation historique d’Abyssinie du R. P. Jérôme Lobo, de la Compagnie  de Jésus, traduite du portugais, continuée et augmentée de plusieurs dissertations, lettres et mémoires, Paris 1728), wozu er eine Kopie des Originalmanuskripts des Verfassers benutzte.
Nach seiner Rückkunft nach Frankreich (1697) machte Legrand eine Reise durch Burgund und Dauphiné, um weiteren Stoff zu einer längst von ihm begonnenen Geschichte des französischen Königs Ludwig XI. zu sammeln. 1702 ging er mit dem Jean d’Estrées nach Spanien und versah die Geschäfte eines Gesandtschaftssekretärs bei dem französischen Botschafter, dem Kardinal César d’Estrées. Als Jean d’Estrées im Oktober 1703 an die Stelle seines Onkels trat, blieb Legrand in seinem Amt. Beide begleiteten 1704 den spanischen König bis an die portugiesische Grenze und kehrten dann in ihre Heimat zurück. Dort wählten die französischen Herzöge und Pairs Legrand im Dezember 1604 zu ihrem ersten Sekretär, eine Stelle, die seit dem Tod von Jean Le Laboureur (1675) nicht besetzt worden war. Der Marquis von Torcy verschaffte Legrand 1705 einen gut bezahlten Posten im Außenministerium und beauftragte ihn mit der Abfassung mehrerer Pamphlete und propagandistischer Texte zur Unterstützung der außenpolitischen Linie  Ludwigs XIV., etwa bezüglich des Spanischen Erbfolgekriegs. Legrand veröffentlichte diese Schriften zum Teil unter seinem Namen, zum Teil auch anonym. Hierher gehören u. a.:
- Mémoire touchant la couronne d’Espagne, Paris 1710
- Discours sur ce qui s’est passé dans l’Empire au sujet de la succession à la couronne d’Espagne, Paris 1711
- Mémoire touchant la succession à la couronne d’Espagne, traduit de l’espagnol, Paris 1711 (das Buch ist keineswegs aus dem Spanischen übersetzt, sondern eine Originalarbeit Legrands)
- Réflexions sur la lettre à un Milord sur la nécessité et la justice de l’entière restitution de la monarchie d’Espagne, Paris 1711
- L’Allemagne menacée d’être bientôt réduite en monarchie absolue, Paris 1711
- Lettre de M. D. … à M. le docteur M. … touchant le royaume de Bohème

Andere Traktate, die Legrand in diesen Jahren über die außenpolitischen Angelegenheiten niederschrieb, blieben ungedruckt. 1711 wurde er mit der Ordnung jener vom Kardinal Richelieu hinterlassenen Papiere beauftragt, die 1705 in das Archiv des Außenministeriums übergegangen waren.

### Spätere Jahre; Abfassung der Biographie Ludwigs XI.; Tod
Als der Kanzler Aguesseau sich 1717 mit dem Gedanken trug, eine Sammlung der älteren Geschichtsschreiber Frankreichs zu veranstalten, ließ er von Legrand einen Plan ausarbeiten. Die Ausführung des Unternehmens scheiterte aber an den Zeitumständen und wurde erst 20 Jahre später von Martin Bouquet wieder in Angriff genommen. Legrand war auch Mitglied derjenigen Kommission, die Louis Dufour de Longuerues Beschreibung Frankreichs (Description historique et géographique de la France ancienne et moderne, Paris 1722), die bereits 1719 gedruckt war, auf Befehl der Regierung revidieren musste, bevor sie herausgegeben werden durfte.
1720 erhielt der in der Paläographie bewanderte Historiker den Auftrag, ein Verzeichnis der im Staatsarchiv vorhandenen alten Urkunden anzufertigen. Diese Arbeit führte Legrand zu seinen früheren Studien zurück und er fasste den Vorsatz, seine Geschichte Ludwigs XI., den er äußerst positiv beurteilte, fertigzustellen. Er durchsuchte zu diesem Zweck die Archive des Staats, der Städte, der Schlösser, der Rechnungskammer und der Parlamente, forschte auch in den Bibliotheken und las eine Reihe von Schriften über jene Zeit, die er darstellen wollte. Seine in 26 Bücher unterteilte, mehr als 900 Folio-Seiten umfassende Königsbiographie betitelte er als Histoire et vie de Louis XI, roi de France, avec les preuves. 1726 sollte der Druck des Werks, das dem Kanzler bereits zur Prüfung vorgelegt worden war, beginnen; er unterblieb aber, weil der Verfasser zwei Jahre später seinen Entschluss änderte. Charles Pinot Duclos, der spätere Biograph Ludwigs XI., kannte die Handschrift Legrands, die 1741 für die königliche Bibliothek angekauft worden war, und sie stand ihm als königlichem Historiographen zur Verfügung. Er machte aber von diesem überreichen Stoff wenig Gebrauch und lieferte in seiner Geschichte nur eine trockene Erzählung aller einzelnen Tatsachen, der Verschwörungen, Kriege, Waffenstillstände und Verträge.
Legrand schloss seine literarische Tätigkeit mit einer politischen Schrift über die Nachfolge der Blutsverwandten in Frankreich (De la succession à la couronne de France pour les agnats, Paris 1728) und einer Lobrede auf den Marquis de Vins (gedruckt im Märzheft 1732 des Mercure de France), den Vater seines Zöglings, der im Februar 1732 starb. Legrand pflegte in seinen alten Tagen einen Teil des Jahres bei dem Marquis in Savigny-sur-Orge zuzubringen und fühlte sich nach dessen Tod sehr vereinsamt. Er starb am 1. Mai 1733 im Alter von 80 Jahren in Paris an den Folgen eines Schlaganfalls und wurde auf dem Friedhof Saint-Joseph der Pfarrkirche Saint-Eustache beigesetzt. Der Oratorianer-Pater Joseph Bougerel verfasste eine Lobrede auf den Verstorbenen (Éloge historique de l’Abbé Joachim Legrand, im Mercure de France, Februarheft 1734, S. 908 ff.).